# П'єтроаса (Виртешкою, Вранча)
П'єтроаса (рум. Pietroasa) — село у повіті Вранча в Румунії. Входить до складу комуни Виртешкою.
Село розташоване на відстані 158 км на північний схід від Бухареста, 11 км на захід від Фокшан, 82 км на захід від Галаца, 111 км на схід від Брашова.

## Населення
За даними перепису населення 2002 року у селі проживали 260 осіб, усі — румуни. Усі жителі села рідною мовою назвали румунську.